# Valery Todorovsky
Valery Todorovsky (Odessa, 9 de maio de 1962) é um diretor de cinema russo.